# 美國國道
美國國道，正式名稱為美國編號公路（英語：United States Numbered Highways，簡稱為或），是美國公路系統的一部分，依據著統一的編號系統貫穿全美國，因此亦稱聯邦公路（英語：Federal Highways），但由於各路線是由各州或地方政府來養護，因此此名稱並不常用。雖然名稱為「美國國道」，但是來自聯邦政府的養護經費並沒有與各州的州道有所不同。美國國道的路線以及編號是由美國各州公路暨運輸官員協會（AASHTO）所規定，唯一來自聯邦政府的影響是一名不具投票權的運輸部代表。
目前州際公路系統已取代了美國國道擔任主要交通動線的角色，但是美國國道仍在許多區域性的交通動線上有著重要的角色，而且直至今日還有許多新路線產生。加拿大的橫貫公路常常被視為與美國國道系統有著相似的功能。

## 設計
美國國道沒有最低道路設計標準規定，不像州際公路系統有設計標準，所以通常並不是高速公路。許多路段是各城鎮的主要街道。雖然美國國道有著不同的標準，但是AASHTO協會宣布新的路線必須大致上符合最新的AASHTO設計標準。除了橋樑與隧道之外，大部分的美國國道都不是收費公路，因為AASHTO的政策為收費路段的公路只能被編為標誌輔助公路而不是主線，並且「同樣兩端點之間必須保持一條免費的路線，並且標示為美國編號公路的一部分」。

### 編號
美國國道路網原則上以兩位數編號為主，奇數為南北向，偶數為東西向；編號由東自1起向西增加至101，由北自2起向南增加至98（101號美國國道為兩位數的編號，因為「十」是第一位數）；編號結尾為0或1、2號美國國道以及部分5結尾的路線在過去為主要路線，但是現今由於許多路線的延伸與改道使得這些編號不再具有任何重要意義。州際公路系統的編號是特意與美國國道相反，這是為了避免同樣編號的美國國道與州際公路經過同一個地方而造成混淆。
三位數的編號使用於兩位數主線的支線，例如201號美國國道為1號美國國道在緬因州布朗斯維克鎮分出的支線，往北通向加拿大。